# 外傷歯
外傷歯（がいしょうし）とは、外的要因により、歯や歯周組織に発生する損傷の総称。硬組織の損傷である破折性のものと、軟組織の損傷である脱臼性のものに大別されるが、両方が同時に発生していることも多い。

## 分類
外傷歯の分類として統一された指針はまだないが、Ellis(1970)、Davey、Andreasen(1980)、稗田らによる分類や、日本小児歯科学会が行った調査結果による分類法などが知られる。

## 疫学
乳歯においては1歳6か月から2歳6か月、永久歯においては7～9歳の時期が多い。男女比は年齢によって異なるが、男性のほうが多いが、女性のスポーツなどの参加の活発化に伴い、女性の割合が増加してきている。部位は上顎中切歯が80%を占め、残りも大部分が他の切歯である。

## 診査
問診、視診、触診、温度診、歯髄電気診、レントゲン・CT・コーンビームCT等のX線検査、口腔内写真検査等により状態、治療法を検討する。

## 治療
外傷の種類・範囲により治療方法は大きく変わるが、素早く処置を行うことにより、より保存的な経過が可能な場合もある。特に歯の脱離の場合、歯根部分の歯根膜の生死で再植後の生存率が変わるため、受傷後ただちに脱離した歯を保存液、牛乳、口腔内などで保存し、歯科医師の治療を受ける必要がある。

## 予防
スポーツでの外傷歯の発生を防ぐのに、マウスピースの有効性が知られており、接触の多いスポーツの一部ではその装着が義務化あるいは一部義務化されている他、多くのスポーツで使用が推奨されている。

## 虐待との関連
外傷歯などの口腔外科的損傷で歯科を受診した子どもの中には、虐待が原因で発生したと思われる症例が存在する。歯科口腔外科を受診した小児外傷の救急患者のうち、「受傷状況に不自然な点がある」患者と「繰り返し受傷」患者が12.5%存在したとの報告もある。